# Yingao Dong Lu
Yingao Dong Lu (chiń. 殷高东路站) – stacja początkowa metra w Szanghaju, na linii 10. Zlokalizowana jest pomiędzy stacjami Xinjiangwancheng i Sanmen Lu. Została otwarta 10 kwietnia 2010.